# Germainvilliers
Germainvilliers ist eine französische Gemeinde mit 84 Einwohnern (Stand: 1. Januar 2022) im Département Haute-Marne in der Region Grand Est (vor 2016 Champagne-Ardenne). Sie gehört zum Arrondissement Chaumont und zum Kanton Poissons. Die Einwohner werden Germainvillageois genannt.

## Geographie
Germainvilliers liegt etwa 39 Kilometer östlich von Chaumont. Umgeben wird Germainvilliers von den Nachbargemeinden Champigneulles-en-Bassigny im Westen und Norden, Blevaincourt im Nordosten und Osten, Damblain im Südosten sowie Breuvannes-en-Bassigny im Süden und Südwesten.

## Bevölkerungsentwicklung
| Jahr                       | 1962 | 1968 | 1975 | 1982 | 1990 | 1999 | 2006 | 2011 | 2019 |
| -------------------------- | ---- | ---- | ---- | ---- | ---- | ---- | ---- | ---- | ---- |
| Einwohner                  | 124  | 124  | 107  | 107  | 101  | 88   | 98   | 98   | 87   |
| Quellen: Cassini und INSEE |      |      |      |      |      |      |      |      |      |

## Sehenswürdigkeiten
- Kirche Saint-Félix aus dem 15./16. Jahrhundert
- Schloss
- Flurkreuz, Monument historique

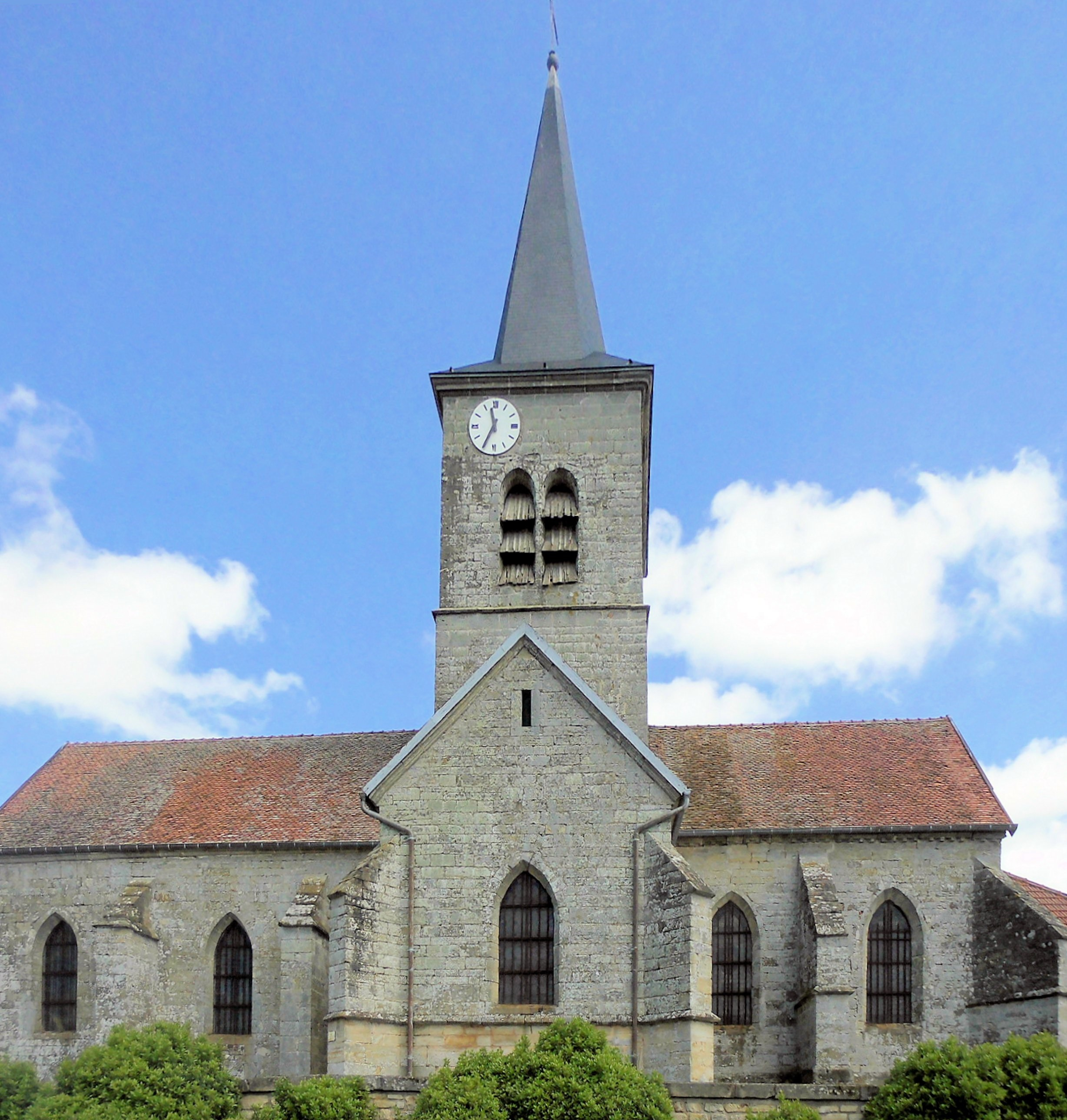
Kirche Saint-Félix
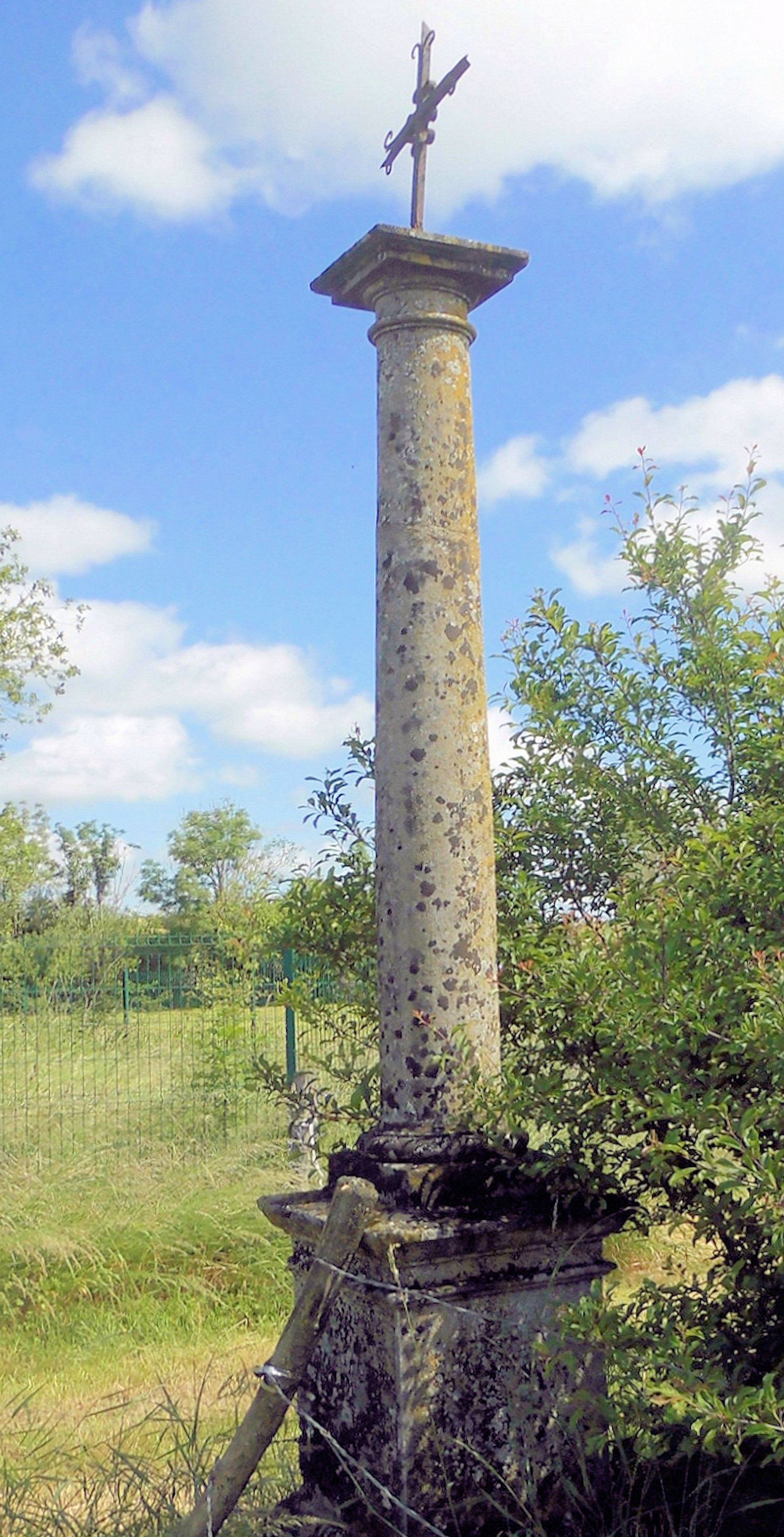
Denkmalgeschütztes Flurkreuz